# 1:a vitryska fronten
1:a vitryska fronten var en front i Röda armén under andra världskriget. 

## Berlin

### Organisation
Frontens organisation den 16 april 1945:
- 61:a armén
- 1:a polska armén
- 47:e armén
- 3:e stötarmén
- 5:e stötarmén
- 8:e gardesarmén
- 69:e armén
- 33:e armén
- 1:a gardesstridsvagnsarmén
- 2:a gardesstridsvagnsarmén
- 16:e flygarmén
- 18:e flygarmén
- 3:e armén